# Bantam Books
Bantam Books ist ein US-amerikanischer Verlag, der sich im Besitz von Penguin Random House und Bertelsmann befindet. Der Verlag wurde 1945 von Walter B. Pitkin Jr., Sidney B. Kramer sowie Ian und Betty Ballantine in New York gegründet. Er wurde seitdem mehrmals von Unternehmen wie National General, Carl Lindners American Financial und zuletzt Bertelsmann gekauft. Der Verlag wurde 1998 Teil von Random House, als Bertelsmann es kaufte. Bantam Books begann als Massenmarktverlag, hauptsächlich von Nachdrucken von Hardcover-Büchern, mit einigen Original-Taschenbüchern. Heutzutage veröffentlicht Bantam Books auch Originalwerke. Ian Fleming, George R. R. Martin und Alan Rodgers haben ihre Bücher in dem Verlag veröffentlicht. Es gibt mehrere Ableger des Verlages, wie beispielsweise Bantam Press oder Bantam Spectra.